# Associació de Mares i Pares d'Alumnes
Una associació de mares i pares d'alumnes (AMPA) és una forma d'organització dels pares i les mares dels alumnes d'un centre educatiu. Pot tenir com a funcions coordinar activitats extraescolars i d'entorn, el seguiment dels projectes de centre i l'escola de pares (on es donen consells de pedagogia i psicologia). Serveix també per donar veu als pares dins la comunitat educativa, segons les funcions encomanades pel projecte educatiu de centre. Els càrrecs de l'AMPA s'escullen per democràcia, segons un sistema de votacions o consens entre els voluntaris. A Espanya només un 16% dels pares col·labora d'una manera o una altra a les activitats de l'AMPA de l'escola on assisteixen els seus fills.
Antigament, l'associació es coneixia amb les sigles APA (Associació de Pares d'alumnes) però es va canviar la nomenclatura per qüestions de sexisme i perquè les mares són majoria en aquestes entitats.